# ジョアン・ヴィクトール・サントス・サ
ヴィクトール・サ（Victor Sá）こと、ジョアン・ヴィクトール・サントス・サ（João Victor Santos Sá，1994年3月27日 - ）は、ブラジル・サンパウロ州サン・ジョゼ・ドス・カンポス出身のプロサッカー選手。ポジションはフォワード。ブラジル2部・ボタフォゴFR所属。

## 経歴
2017年5月、ドーピング検査で陽性と判定され6か月の出場停止処分を受けた。
2019年5月10日、恩師のオリバー・グラスナー率いるVfLヴォルフスブルクに4年契約で移籍した。
2021年8月17日、アル・ジャジーラ・クラブへの移籍が決定した。
>。